# NGC 2888
NGC 2888 este o galaxie eliptică situată în constelația Busola. A fost descoperită în 30 martie 1835 de către John Herschel. Se află la o distanță de 34,45 de megaparseci de Pământ.